# Atomic Bomberman
Atomic Bomberman — игра, выпущенная американской компанией «Interplay» для PC в 1997 году. Эта игра ориентирована на многопользовательском режиме, однопользовательский также присутствует. Основная суть игры состоит в уничтожении противников, которые визуально выглядят, как сам игрок, с помощью бомб.

## Геймплей
Геймплей этой игры предельно прост. Как и в предыдущих играх, игрок управляет Бомберменом, пытаясь с помощью бомб взорвать других Бомберменов. Все они окрашены в разные цвета, и цвет бомб соответствует цвету игрока, который их ставит. За каждого вражеского Бомбермена, взорванного с помощью одной бомбы игрока, он получает один балл «kills» (за убийство игрока бомбами нескольких Бомберменов никто из них баллов не получает). Если игрок взорвёт сам себя, он теряет один балл. Последнему выжившему игроку, взорвавшему остальных Бомберменов на поле (до истечения времени, если оно не бесконечное), даётся одно очко. Выигрывает тот, кто первым наберёт либо определённое количество (устанавливается перед игрой) очков, либо убитых Бомберменов.
Как и раньше, есть два типа стенок: невзрываемые (расположены всегда одинаково, через одну) и взрываемые (расположены в соответствии с выбранной схемой лабиринта). Если установлено ограничение по времени на одну игру, то на последней минуте посередине экрана появится надпись «Hurry!», и экран начнёт покрываться невзрываемыми стенками (с края поля в центр). От настроек зависит, какое количество поля они покроют.

### Нововведения
В этой игре отсутствует класс монстров. Здесь играют Бомбермены, которые выглядят одинаково, отличаясь лишь цветом. В этой игре серии они не столь агрессивны, как в предыдущих. Для них важнее выжить самим, чем взорвать другого игрока.
Кроме того, по сравнению с предыдущими играми, в Atomic Bomberman улучшена графика, присутствует много анимации, например, существует большое количество мини-роликов гибели Бомберменов.
Также всё действие происходит на одном игровом поле, экран не прокручивается вниз или вправо.
Игроку предоставляется выбор из одиннадцати различных лабиринтов («Green Acres», «Classic Green Acres», «Hockey Rink», «Ancient Egypt», «The Coal Mine», «The Beach», «Aliens», «Haunted house», «Under the ocean», «Deep Forest Green», «Inner City Trash») и опция случайного выбора. Также можно настроить одну из шестидесяти схем этих лабиринтов или создать собственную.

#### «Золотой Бомбермен»
Если включена опция «золотого Бомбермена», то игрок, выигравший матч, в следующей игре сможет поучаствовать в лотерее, в которой может выиграть один из шести бонусов для следующего матча. Там можно получить увеличение длины пламени, увеличение длины пламени до максимума, дополнительную бомбу, возможность двигать бомбы, ускорение или замедление. С этим бонусом игрок будет начинать каждый раунд матча.

## Редактор уровней
Игрок имеет возможность редактировать существующие схемы лабиринтов, а также создавать новые. Используемые игрой схемы находятся в файлах с расширением «.sch». Редактор имеет простой интерфейс. Там можно настроить место спауна игроков, какие бонусы участвуют в игре, расположение взрываемых и невзрываемых стен, а также список бонусов, с которыми игрок начинает игру, список бонусов, которые включены в «случайный бонус».

## Оценки
| Сводный рейтинг | Сводный рейтинг |
| Агрегатор       | Оценка          |
| --------------- | --------------- |
| GameRankings    | 68,40 %         |

В целом, игра имеет относительно высокие рейтинги среди игроков и редакций. Среди основных плюсов — улучшенная, по сравнению с предыдущими играми серии, графика и анимация. Оценки варьируются в пределах 60—80 баллов из 100. «Возможно ли назвать Atomic Bomberman одной из лучших многопользовательских игр года? Нет — во всяком в случае не в России, где игроки поотвыкли от игр нестандартных жанров».